# Petit Le Mans 2024

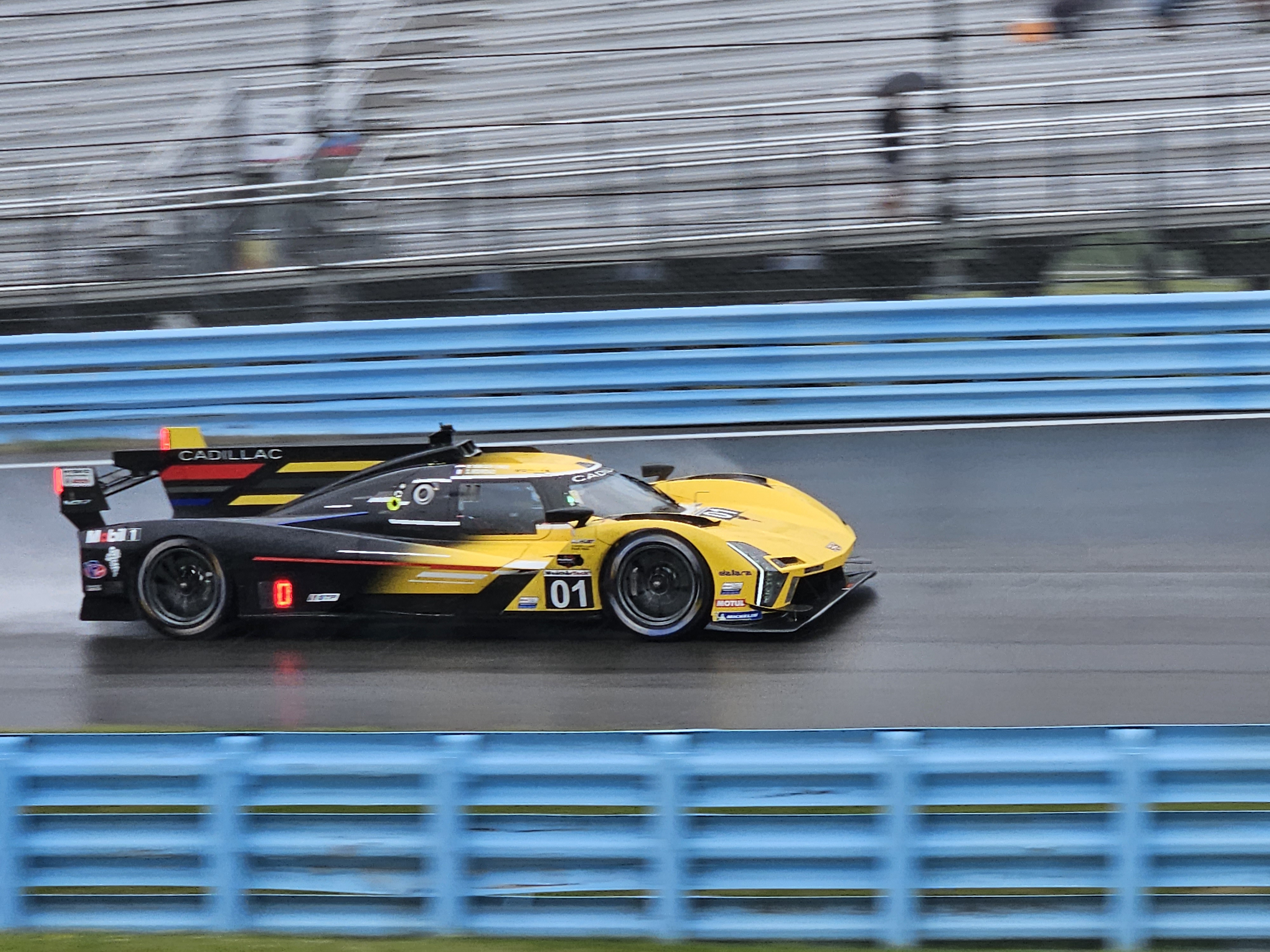
Cadillac V-Series.R mit der Startnummer 01; Siegerwagen von Sébastien Bourdais, Renger van der Zande und Scott Dixon, hier beim 6-Stunden-Rennen von Watkins Glen 2023

Das 27. Petit Le Mans, auch Motul Petit Le Mans 2024, fand am 12. Oktober 2024 auf der Rennstrecke von Road Atlanta statt und war der elfte und letzte Wertungslauf der IMSA WeatherTech SportsCar Championship dieses Jahres.

## Das Rennen
Glück im Unglück hatten Sébastien Bourdais, Renger van der Zande und Scott Dixon im siegreichen Cadillac V-Series.R. Nach zwei Durchfahrtsstrafen und einem von der Rennleitung angeordnetem Boxenstopp, bei dem ein falsche Daten übermittelnder Drehmomentsensor getauscht werden musste, hatte das Trio bereits zwei Runden auf das Führungsfahrzeug verloren. Durch geschickte Boxenstopps während diverser Gelbphasen lag der Cadillac dreißig Minuten vor dem Rennschluss wieder an der zweiten Stelle der Gesamtwertung. Bei der ersten sich bietenden Gelegenheit überholte Renger van der Zande den vor ihm fahrenden Porsche 963 von Nick Tandy und gab die Führung bis zum Rennende nicht mehr ab. Wenige Minuten vor dem Fallen der Zielflagge fiel beim Cadillac erst das Vorder- dann das Rücklicht aus und van der Zande musste ohne Beleuchtung durch die Nacht fahren. Der Niederländer hatte Glück, da die Rennleitung diesmal nicht Eingriff und den Wagen die letzten Runden ohne Licht fahren ließ. Eine erstaunliche Entscheidung, da ein unbeleuchtetes Fahrzeug beinahe einen schweren Unfall ausgelöste hätte. Nach einer Kollision stand der Ford Mustang GT3 von Corey Lewis gegen die Fahrtrichtung mitten auf der Fahrbahn. Ricky Taylor kam im Acura ARX-06 inzwischen anderen Fahrzeuge an der Unfallstelle vorbei und traf den für ihn nicht gleich sichtbaren Ford an der Seite. Der irreparable Schaden führte zum Ausfall des Acura.
Porsche Penske Motorsport gewann sowohl die Team- als auch Fahrerwertung der IMSA-Serie 2024. Hinter den Teamkollegen Mathieu Jaminet/Nick Tandy/Kévin Estre kamen Dane Cameron und Felipe Nasr (Dritter Fahrer war Matt Campbell) als Dritte ins Ziel und gewannen die Fahrerwertung.

## Ergebnisse

### Schlussklassement
| 1           | GTP     | 01  | Cadillac Racing                            | Sébastien Bourdais Renger van der Zande Scott Dixon | Cadillac V-Series.R              | 443 |
| 2           | GTP     | 6   | Porsche Penske Motorsport                  | Mathieu Jaminet Nick Tandy Kévin Estre              | Porsche 963                      | 443 |
| 3           | GTP     | 7   | Porsche Penske Motorsport                  | Dane Cameron Felipe Nasr Matt Campbell              | Porsche 963                      | 443 |
| 4           | GTP     | 24  | BMW M Team RLL                             | Philipp Eng Jesse Krohn Augusto Farfus              | BMW M Hybrid V8                  | 442 |
| 5           | GTP     | 31  | Whelen Cadillac Racing                     | Jack Aitken Tom Blomqvist Luís Felipe Derani        | Cadillac V-Series.R              | 442 |
| 6           | GTP     | 5   | Proton Competition Mustang Sampling        | Gianmaria Bruni Bent Viscaal Alessio Picariello     | Porsche 963                      | 441 |
| 7           | GTP     | 40  | Wayne Taylor Racing with Andretti          | Louis Delétraz Jordan Taylor Colton Herta           | Acura ARX-06                     | 440 |
| 8           | LMP2    | 11  | TDS Racing                                 | Mikkel Jensen Hunter McElrea Steven Thomas          | Oreca 07                         | 435 |
| 9           | LMP2    | 74  | Riley                                      | Josh Burdon Felipe Fraga Gar Robinson               | Oreca 07                         | 435 |
| 10          | LMP2    | 18  | Era Motorsport                             | Ryan Dalziel Dwight Merriman Connor Zilisch         | Oreca 07                         | 435 |
| 11          | LMP2    | 52  | Inter Europol by PR1 Mathiasen Motorsports | Nicholas Boulle Tom Dillmann Jakub Śmiechowski      | Oreca 07                         | 435 |
| 12          | LMP2    | 8   | Tower Motorsports                          | Sebastián Álvarez Frederik Vesti John Farano        | Oreca 07                         | 435 |
| 13          | LMP2    | 88  | Richard Mille AF Corse                     | Nicklas Nielsen Luís Pérez Companc Lilou Wadoux     | Oreca 07                         | 434 |
| 14          | LMP2    | 99  | AO Racing                                  | Matthew Brabham Paul-Loup Chatin P. J. Hyett        | Oreca 07                         | 432 |
| 15          | GTP     | 63  | Lamborghini Iron Lynx                      | Matteo Cairoli Andrea Caldarelli Romain Grosjean    | Lamborghini SC63                 | 430 |
| 16          | LMP2    | 20  | MDK by High Class Racing                   | Dennis Andersen Scott Huffaker Seth Lucas           | Oreca 07                         | 417 |
| 17          | GTD-Pro | 19  | Iron Lynx                                  | Mirko Bortolotti Jordan Pepper Franck Perera        | Lamborghini Huracán GT3 Evo 2    | 413 |
| 18          | GTD-Pro | 62  | Risi Competizione                          | Davide Rigon Daniel Serra Alessandro Pier Guidi     | Ferrari 296 GT3                  | 413 |
| 19          | GTD-Pro | 23  | Heart of Racing Team                       | Ross Gunn Alex Riberas Roman De Angelis             | Aston Martin Vantage AMR GT3 Evo | 413 |
| 20          | GTD-Pro | 027 | Heart of Racing Team                       | Zacharie Robichon Marco Sørensen Mario Farnbacher   | Aston Martin Vantage AMR GT3 Evo | 413 |
| 21          | GTD-Pro | 3   | Corvette Racing                            | Antonio García Alexander Sims Daniel Juncadella     | Chevrolet Corvette Z06 GT3.R     | 413 |
| 22          | GTD Pro | 65  | Ford Multimatic Motorsports                | Joey Hand Dirk Müller Frédéric Vervisch             | Ford Mustang GT3                 | 412 |
| 23          | GTD-Pro | 1   | Paul Miller Racing                         | Bryan Sellers Madison Snow Neil Verhagen            | BMW M4 GT3                       | 412 |
| 24          | GTD-Pro | 64  | Ford Multimatic Motorsports                | Mike Rockenfeller Harry Tincknell Christopher Mies  | Ford Mustang GT3                 | 411 |
| 25          | GTD     | 34  | Conquest Racing                            | Albert Costa Manny Franco Cédric Sibrrazzuoli       | Ferrari 296 GT3                  | 411 |
| 26          | GTD     | 78  | Forte Racing                               | Devlin DeFrancesco Misha Goikhberg Loris Spinelli   | Lamborghini Huracán GT3 Evo 2    | 411 |
| 27          | GTD     | 12  | Vasser Sullivan                            | Frankie Montecalvo Aaron Telitz Parker Thompson     | Lexus RC F GT3                   | 410 |
| 28          | GTD     | 023 | Triarsi Competizione                       | Alessio Rovera Charlie Scardina Onofrio Triarsi     | Ferrari 296 GT3                  | 410 |
| 29          | GTD     | 45  | Wayne Taylor Racing with Andretti          | Graham Doyle Danny Formal Kyle Marcelli             | Lamborghini Huracán GT3 Evo 2    | 410 |
| 30          | GTD     | 21  | AF Corse                                   | François Hériau Simon Mann Miguel Molina            | Ferrari 296 GT3                  | 410 |
| 31          | GTD     | 70  | Inception Racing                           | Brendan Iribe Ollie Millroy Frederik Schandorff     | Ferrari 296 GT3                  | 410 |
| 32          | GTD     | 57  | Winward Racing                             | Indy Dontje Philip Ellis Russell Ward               | Mercedes-AMG GT3 Evo             | 410 |
| 33          | GTD     | 96  | Turner Motorsport                          | Robby Foley Patrick Gallagher Jake Walker           | BMW M4 GT3                       | 409 |
| 34          | GTD-Pro | 9   | Pfaff Motorsports                          | Oliver Jarvis Marvin Kirchhöfer James Hinchcliffe   | McLaren 720S GT3 Evo             | 408 |
| 35          | GTD     | 80  | Lone Star Racing                           | Rui Andrade Scott Andrews Salih Yoluç               | Mercedes-AMG GT3 Evo             | 408 |
| 36          | GTD-Pro | 80  | DragonSpeed                                | Vincent Abril Thomas Neubauer Toni Vilander         | Ferrari 296 GT3                  | 408 |
| 37          | GTD-Pro | 77  | AO Racing                                  | Laurin Heinrich Michael Christensen Julien Andlauer | Porsche 911 GT3 R (992)          | 408 |
| 38          | GTD     | 13  | AWA                                        | Matthew Bell Orey Fidani Lars Kern                  | Chevrolet Corvette Z06 GT3.R     | 407 |
| 39          | GTD     | 66  | Gradient Racing                            | Tatiana Calderón Stevan McAleer Sheena Monk         | Acura NSX GT3 Evo22              | 406 |
| 40          | GTD     | 83  | Iron Dames                                 | Sarah Bovy Rahel Frey Michelle Gatting              | Lamborghini Huracán GT3 Evo 2    | 404 |
| 41          | GTD     | 47  | Cetilar Racing                             | Antonio Fuoco Roberto Lacorte Giorgio Sernagiotto   | Ferrari 296 GT3                  | 402 |
| 42          | GTD-Pro | 4   | Corvette Racing                            | Nicky Catsburg Tommy Milner Earl Bamber             | Chevrolet Corvette Z06 GT3.R     | 357 |
| 43          | GTD     | 32  | Korthoff Preston Motorsports               | Mikaël Grenier Kenton Koch Mike Skeen               | Mercedes-AMG GT3 Evo             | 410 |
| Ausgefallen |         |     |                                            |                                                     |                                  |     |
| 44          | GTP     | 10  | Wayne Taylor Racing with Andretti          | Filipe Albuquerque Ricky Taylor Brendon Hartley     | Acura ARX-06                     | 405 |
| 45          | GTD     | 86  | MDK Motorsports                            | Klaus Bachler Anders Fjordbach Kerong Li            | Porsche 911 GT3 R (992)          | 397 |
| 46          | GTD     | 120 | Wright Motorsports                         | Adam Adelson Jan Heylen Elliott Skeer               | Porsche 911 GT3 R (992)          | 373 |
| 47          | GTD     | 55  | Proton Competition                         | Ryan Hardwick Giammarco Levorato Corey Lewis        | Ford Mustang GT3                 | 372 |
| 48          | LMP2    | 22  | United Autosports USA                      | Paul di Resta Bijoy Garg Dan Goldburg               | Oreca 07                         | 248 |
| 49          | GTP     | 25  | BMW M Team RLL                             | Connor De Phillippi Nick Yelloly Maxime Martin      | BMW M Hybrid V8                  | 170 |
| 50          | GTP     | 85  | JDC–Miller MotorSports                     | Philip Hanson Tijmen van der Helm Richard Westbrook | Porsche 963                      | 160 |
| 51          | LMP2    | 2   | United Autosports USA                      | Ben Hanley Ben Keating Nico Pino                    | Oreca 07                         | 116 |
| 52          | GTD-Pro | 14  | Vasser Sullivan                            | Ben Barnicoat Jack Hawksworth Kyle Kirkwood         | Lexus RC F GT3                   | 113 |
| 53          | GTD     | 44  | Magnus Racing                              | Andy Lally John Potter Spencer Pumpelly             | Aston Martin Vantage AMR GT3 Evo | 14  |

### Nur in der Meldeliste
Zu diesem Rennen sind keine weiteren Meldungen bekannt.

### Klassensieger
| Klasse  | Fahrer             | Fahrer               | Fahrer              | Fahrzeug                      | Platzierung im Gesamtklassement |
| ------- | ------------------ | -------------------- | ------------------- | ----------------------------- | ------------------------------- |
| GTP     | Sébastien Bourdais | Renger van der Zande | Scott Dixon         | Cadillac V-Series.R           | Gesamtsieg                      |
| LMP2    | Mikkel Jensen      | Hunter McElrea       | Steven Thomas       | Oreca 07                      | Rang 8                          |
| GTD-Pro | Mirko Bortolotti   | Jordan Pepper        | Franck Perera       | Lamborghini Huracán GT3 Evo 2 | Rang 17                         |
| GTD     | Albert Costa       | Manny Franco         | Cédric Sibrrazzuoli | Ferrari 296 GT3               | Rang 25                         |

### Renndaten
- Gemeldet: 53
- Gestartet: 53
- Gewertet: 43
- Rennklassen: 4
- Zuschauer: unbekannt
- Wetter am Renntag: trocken
- Streckenlänge: 4,088 km
- Fahrzeit des Siegerteams: 10:00:36.290 Stunden
- Gesamtrunden des Siegerteams: 443
- Gesamtdistanz des Siegerteams: 1810,984 km
- Siegerschnitt: unbekannt
- Pole Position: Jack Aitken – Cadillac V-Series.R (#31) – 1:09,639
- Schnellste Rennrunde: Romain Grosjean – Lamborghini SC63 (#63) – 1:11,981
- Rennserie: 11. Lauf zur IMSA WeatherTech SportsCar Championship 2024